# Kandi
För andra betydelser, se Kandi (olika betydelser).

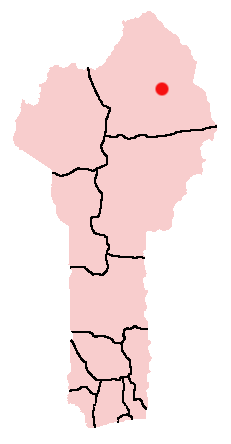
Kandis läge i Benin.

Kandi är en stad och kommun i norra Benin, och är den administrativa huvudorten för departementet Alibori. Kandi beräknades ha 32 388 invånare år 2006, med totalt 113 256 invånare i hela kommunen. Kommunens area är 3421 kvadratkilometer.[källa behövs]
Staden var ursprungligen en marknadsstad, men är nu primärt ett centrum för jordbruk och handel. Jordbruksvaror som produceras i regionen är bland annat majs, bomull och jordnötter.[källa behövs] Staden ligger 650 km från Cotonou och 523 km från Porto-Novo. Staden är en centralort (huvudstad) i Alibori.

## Arrondisment
Kandi är delat i tio arrondissement: Angaradébou, Bensékou, Donwari, Kandi I, Kandi II, Kandi III, Kassakou, Saah, Sam och Sonsoro.